# Wolf Dieter Seller
Wolf Dieter Seller es un deportista alemán que compitió para la RFA en piragüismo en la modalidad de eslalon. Ganó dos medallas en el Campeonato Mundial de Piragüismo en Eslalon, plata en 1963 y bronce en 1965.

## Palmarés internacional
| Campeonato Mundial | Campeonato Mundial | Campeonato Mundial | Campeonato Mundial |
| Año                | Lugar              | Medalla            | Competición        |
| ------------------ | ------------------ | ------------------ | ------------------ |
| 1963               | Spittal (Austria)  | Medalla de plata   | C2 por equipos     |
| 1965               | Spittal (Austria)  | Medalla de bronce  | C2 por equipos     |